# ペトラ・ヴァーカイク
ペトラ・ヴァーカイク（Petra Charlotte Verkaik, 1966年11月4日 - ）は、アメリカ合衆国のモデル。1989年12月のPlaymate of the Monthとして知られる。2008年現在、プレイボーイに最も多く登場したモデルである。

## 経歴
1966年11月4日、カリフォルニア州ロサンゼルスに生まれる。インドネシアとオランダのルーツを持つ。この地で育ち、22歳のとき演技のクラスに通う。宣材用の顔写真が必要になり、カメラマンと取引をしたことがその後のキャリアの始まりである。ペトラは無料で顔写真を撮影してもらう代わりにそのカメラマンのモデル（この時は着衣）を務める。カメラマンはペトラの写真をPlayboyに送り、Playboyは彼女に仕事を依頼した。
Las Vegas Sun紙のインタビューに対し「当時はヌードの仕事をやりたくはない、あの女の子たちはみんな売春婦でやりまんだと思っていた」と語っているが、その3か月後、年老いてから誇れる仕事になると考えて結局受けることにした。1989年12月のPlaymate of the Monthになっている。Playboyとの契約にサインした直後、愛車の1976年製フォルクスワーゲンの下敷きになる。車両は彼女のおっぱいのところでぎりぎり停止した。
1995年11月、Pin-Up Girlsという自前のプロダクション会社を立ち上げる。同社はビデオやカレンダーを制作した。ペトラは、Playboyを通さずに自身のビデオを発表した最初のプレイメイトである。
1997年にはPlayboy Model of the Year、2001年には読者の投票によりthe sexiest Playmate of the 1980sに選ばれる。
2002年1月、カリフォルニア州オレンジ郡タスティンのFoothill High Schoolのプロムに、Toby Hockingという学生のお相手として参加。ペトラの友人が「プロムのお相手が決まらない学生がいる」と、トビーの書いた大学出願用のエッセイをペトラに見せた。それを見たペトラはトビーのお相手になると了承した。同校の校長は、ドレスコードさえ守ってくれたらプロムに参加することは問題ではないと表明。
2003年、プレイボーイのモデルから引退。2008年現在、カリフォルニア州ロサンゼルス郡Toluca Lake在住。

## フィルモグラフィ

### 映画
- Pyrates（1991）- as Basia
- Auntie Lee's Meat Pies（1992）- as Baby
- Love Potion No. 9（1992）-Art Party Girl (uncredited)
- The Last Road（1997）- as Angel
- Citizen Toxie: The Toxic Avenger IV（2000）- as Glamorous Gyno-American

### テレビ
- Rainbow Drive（1990）- (uncredited)
- Married with Children, Ep. Torch Song Duet（1996年5月19日）- as Model #1

### プレイボーイ関連のビデオ・DVD
- Playboy: Wet & Wild II (1990)
- Playboy Video Playmate Calendar 1991 (1990) - as Miss November
- Playboy: Sexy Lingerie II (1990)
- Playboy: Sexy Lingerie III (1991)
- Playboy: Wet & Wild III (1991)
- Playboy: Playmate Private Pleasures (1992)
- Playboy: Playmates in Paradise (1992)
- Playboy: The Best of Wet & Wild (1992)
- Playboy: 21 Playmates Centerfold Collection Volume II (1996)
- Centerfold Fantasies (1997)
- Playboy: Naturals (1997)
- Centerfold Fantasies 2 (1998)
- Playboy: Playmate Profile Video Collection Featuring Miss December 1998, 1995, 1992, 1989 (1998) - as Miss November
- Playboy: California Girls (2000)
- Playboy: Playmates Bustin' Out (2000)
- Playboy: Playmates on the Catwalk (2001)
- Playboy Playmate DVD Calendar Collection: The '90s (2004)